# Abscissione
Il termine abscissione (dal latino abscissĭo, -ōnis, ‘taglio’, ‘recisione’) è il distacco di una parte da un corpo qualsiasi. È un termine usato solitamente in botanica per indicare il processo tramite il quale una pianta perde una o più parti della sua struttura, come può essere una foglia, un frutto, un fiore o un seme.

## Finalità
L'abscissione di una parte della pianta si verifica per liberarsi di un organo non più necessario, come una foglia in autunno o il perianzio dopo la fecondazione. 
La maggioranza delle piante caducifoglie perdono le foglie (che si dicono pertanto decidue) prima dell'inverno, mentre quelle sempreverdi lo fanno continuamente tutto l'anno. Se una foglia è danneggiata, la pianta può decidere di perderla per preservare l'acqua e la fotosintesi. Lo strato di abscissione presenta un colore grigio-verde.
Un'altra forma di abscissione è la caduta dei frutti, che avviene quando la pianta decide di perdere quelli ancora acerbi, al fine di conservare le risorse necessarie a portare a maturazione quelli restanti.

## Abscissione delle foglie
Nelle foglie, l'abscissione è il distacco del picciolo dal ramo durante un periodo di stress vegetativo. In questo periodo avvengono dei cambiamenti alla base del picciolo, dove viene prodotto l'ormone etilene che lavorando a stretto contatto con l'auxina (acido indol acetico) provocherà la formazione di due strati di cellule: uno protettivo, che proteggerà la parte terminale del ramo, e uno di separazione, che dividerà il picciolo dal ramo. Così facendo, i vasi conduttori che passano sia nel ramo che nel picciolo si spezzano, impedendo il passaggio della linfa verso la lamina.
La foglia si secca e il vento ne provoca il distacco dal ramo. Questo è tipico degli alberi e arbusti caducifogli. Nei climi temperati essa avviene generalmente in autunno; nei climi aridi o con una prolungata stagione secca, essa avviene in concomitanza con il massimo di siccità.
Inizialmente i ricercatori ritenevano fosse l'ormone acido abscissico a stimolare il distacco del picciolo dal ramo, da qui il nome, solo in un secondo momento è stato dimostrato che non ha un ruolo primario .

## Patologie
L'abscissione è un fenomeno regolato da vari ormoni, tra i quali etilene ed auxina, e può essere modificato proprio dalla variazione di contenuto di sostanze nelle prossimità del tessuto, ad esempio nella Monilia l'abscissione dei frutti è impedita per permettere alle strutture riproduttive del fungo (mummie) di restare sull'albero e quindi da una posizione elevata poter contagiare meglio altre piante. Da parte della pianta invece può essere utilizzata come metodologia per evitare l'espansione di un patogeno delle foglie.